# Antonio Montes García
Antonio Montes García (Sevilla, 1911-Bellavista, 3 de febrero de 1984). Fue un ciclista español, profesional entre 1932 y 1945, cuyos mayores éxitos deportivos los obtuvo en la  Vuelta ciclista a España, prueba en la que obtuvo un total de 3 victorias de etapa. Antes de la guerra civil española formó en el equipo Orbea, en el que coincidió, entre otros, con Mariano Cañardo, Antonio Escuriet y Federico Ezquerra. Tras vivir varios años en Francia regresó a su país y mantuvo una interesante rivalidad deportiva con otro destacado ciclista andaluz, Antonio Rodríguez Berrocal Zeppelín.
Fue un gran aficionado al flamenco.

## Palmarés
| 1935 - 1 etapa en la Vuelta a España. - Clásica de los Puertos. 1936 - Clásica de los Puertos. | 1941 - 1 etapa en la Vuelta a España. 1945 - 1 etapa en la Vuelta a España. |